# Såpnejlika
Såpnejlika (Saponaria officinalis) är en växtart i Såpnejliksläktet, familjen nejlikväxter och förekommer i större delen av Europa. Krossade blad och rötter av såpnejlikan har traditionellt använts som tvättmedel, och det går också att göra schampo av örten. Konservatorer använder fortfarande såpa gjord på växten för att rengöra känsliga textilier. 
Växten är en beståndsbildande flerårig ört, till 70 cm hög. Jordstammen är krypande och välförgrenad, samt bildar talrika utlöpare. Stjälken är mer eller mindre upprätt, vanligen ogrenad, kal eller något hårig. Bladen är sammanväxta vid basen, motsatta, brett lansettlika till äggrunda, med tre nästan parallella nerver. Blommorna kommer i toppställda knippen och är rosa eller vita blommor. Fodret är rörformigt och blekgrönt. Ståndarna är tio och stiften två. Frukten är en enrummig kapsel som öppnar sig med fyra tänder.
Blomningstiden sträcker sig i Sverige från juli till september.
Hoffberg (1792) skriver att den ”Renar bloden, mycket tjenlig i Gicht och Gulsot. Decokten af sönderskurna roten loddrar sig som såpa, renar kläder, borttager flottfläckar och kan brukas til twätt”.

## Synonymer
- Bootia saponaria Neck.
- Bootia vulgaris Neck.
- Lychnis officinalis (L.) Scop.
- Saponaria alluvionalis Des Moul.
- Saponaria hybrida Mill.
- Saponaria officinalis var. glaberrima Ser.
- Saponaria officinalis var. puberula Syme ex Rouy & Foucaud
- Saponaria vulgaris Pall.
- Silene saponaria Fr.

## Bilder

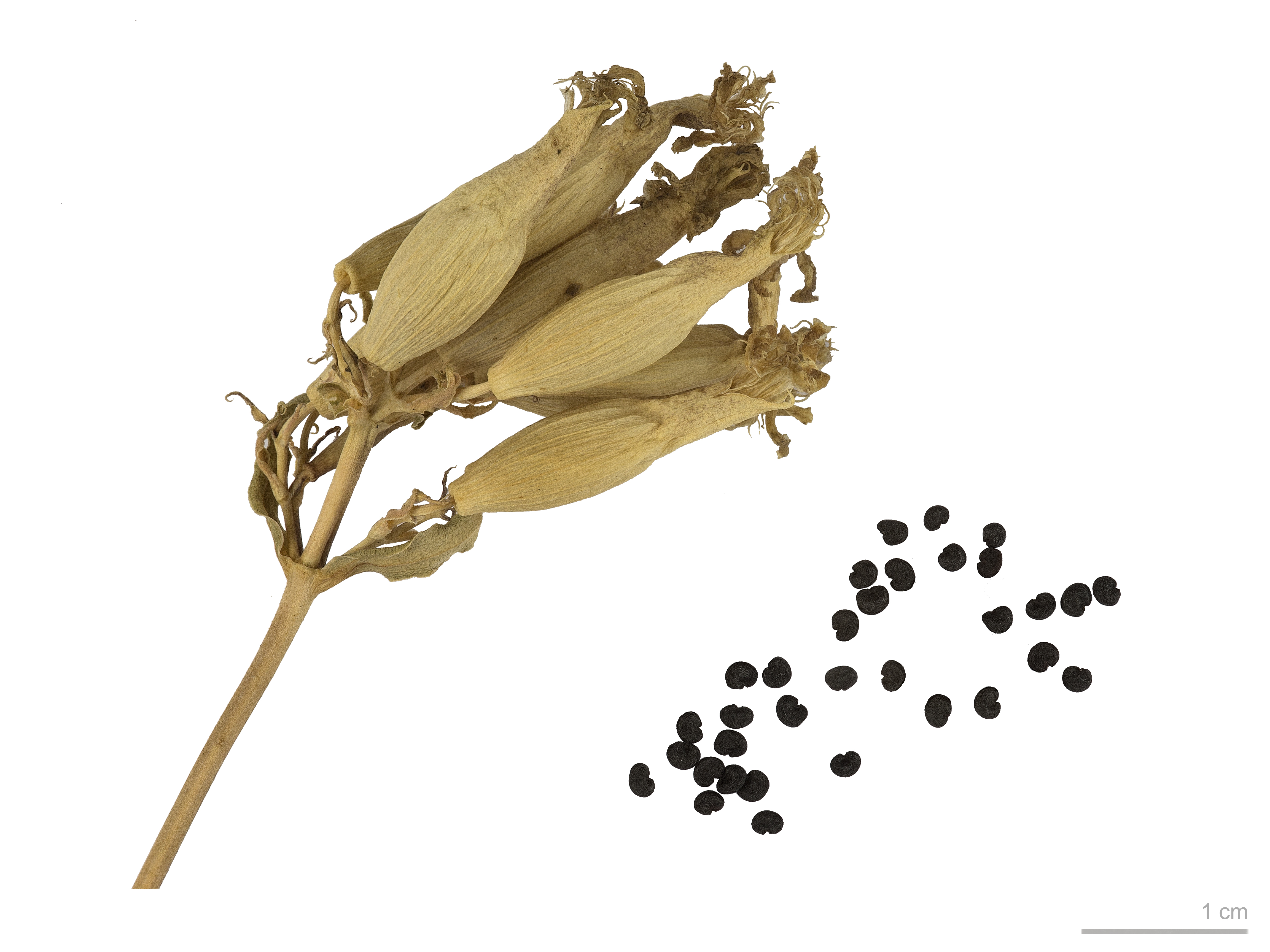
Saponaria officinalis.
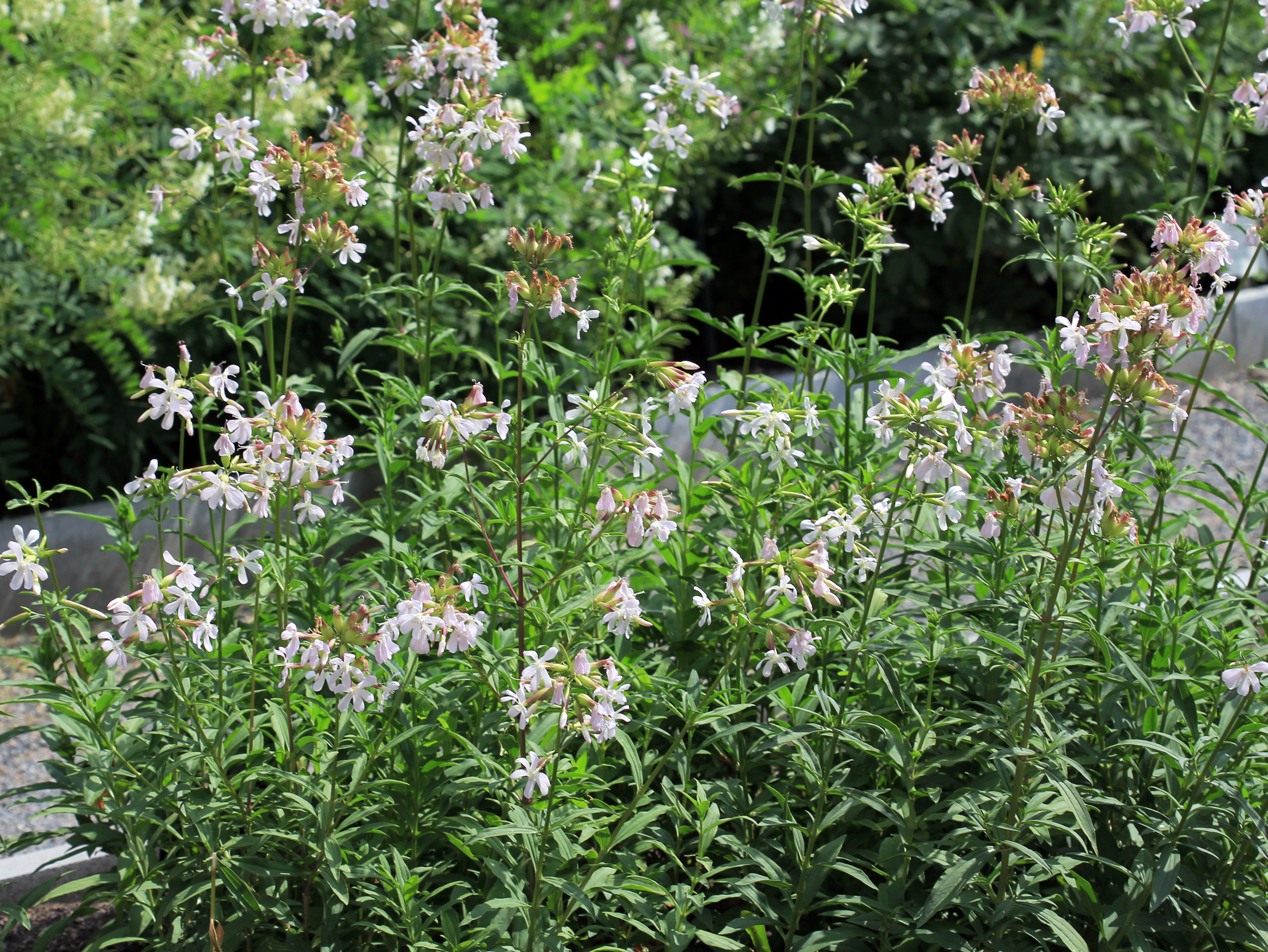
I Botaniska trädgården i Prag.

## Källhänvisningar
1. ↑  Den virtuella floran, läst 30 juli 2015.